# Golf de Tunis

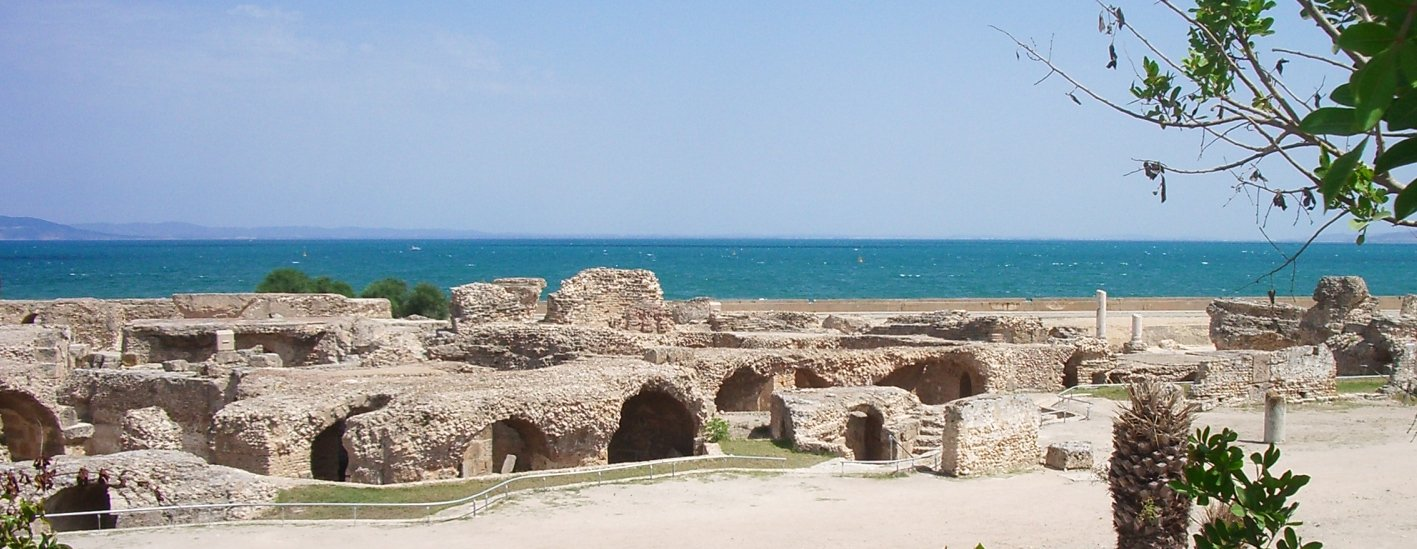
El golf de Tunis des de les ruïnes de Cartago.

El golf de Tunis és la zona de la mar Mediterrània que s'endinsa cap a Tunísia, entre la península de Ras Ras i el cap Bon, i que rep el seu nom per la ciutat de Tunis, que es troba a prop de la costa, al bell mig del litoral del golf. Els principals ports i viles de la costa són La Goulette, La Marsa, i Cartago. El port de Tunis es troba endinsat a la part sud del llac de Tunis. A l'extrem nord-occidental, hi ha el famós Porto Farina (avui Ghar El Melh) i, a la península del cap Bon, els ports de Korbous (al sud) i Sidi Daoud (al nord). En el si del golf, hi ha les illes de Zembra i Zembretta (parc natural) a la part nord oriental, i les illes Bilou i Ile Plane a la part nord occidental, i un far a Zembretta, un al cap Bon i un a Bilou, que marquen els límits del golf. Un far més es troba prop de Sidi Rais, al sud de Kourbous.